# Ngọc Giao
Ngọc Giao (1911-1997), tên thật là Nguyễn Huy Giao; là nhà văn Việt Nam, và từng là Thư ký tòa soạn của báo Tiểu thuyết thứ Bảy.

## Tiểu sử
Ngọc Giao sinh ngày 5 tháng 5 năm 1911 tại Huế trong một gia đình trung lưu. Quê quán ông ở xã Nguyệt Đức, huyện Thuận Thành, tỉnh Bắc Ninh.
Mẹ ông tên là Nguyễn Thị Dư, sinh ra trong một gia đình hoàng tộc Huế đã sa sút, lấy chồng là Nguyễn Huy Bình lúc bấy giờ do Nhà nước bảo hộ điều từ ngoài Bắc vào làm xếp ga hỏa xa ở Huế. Bố ông quê ở thôn Đào Viên, xã Nguyệt Đức, phủ Thuận Thành, tỉnh Bắc Ninh. Ngọc Giao ra đời ngày 5 tháng 5 năm 1911 (Tân Hợi), ngay tại kinh đô Huế. Mẹ ông theo chồng con ra Bắc, rồi mất ở tỉnh lỵ Quảng Yên (Quảng Ninh), khi ấy Ngọc Giao mới bẩy tuổi đầu. 
Năm 7 tuổi, ông theo gia đình ra Bắc, học ở Quảng Yên rồi Hà Nội. Sau khi đỗ bằng Thành chung (1928), ông ra làm báo và viết văn.
Từ năm 1934 cho đến năm 1945, ông là một trong số cây bút chuyên viết truyện ngắn cho báo Tiểu thuyết thứ Bảy (rồi từng làm Thư ký tòa soạn cho báo này), và cộng tác với nhà xuất bản Tân Dân trong việc in ấn các loại sách báo: Tiểu thuyết thứ Bảy, Những tác phẩm hay, Phổ thông bán nguyệt san, Tao đàn, Truyền bá.
Tác phẩm đầu tay của ông là tập truyện ngắn Một đêm vui đăng trên Phổ thông bán nguyệt san số 3 ra ngày 1 tháng 2 năm 1937 .
Ông có quan hệ rộng rãi với các tác gia thời kỳ đó. Họa sĩ Tô Ngọc Vân là anh em cọc chèo với ông.
Thời kháng chiến chống Pháp (1945-1954), ông cùng gia đình tản cư về quê và Nhã Nam (Yên Thế, Bắc Giang) một thời gian ngắn, rồi trở lại Hà Nội, lại tiếp tục viết văn, làm báo. Lúc này ông viết cho các tờ: Phổ thông, Thế kỷ, Sinh lực, Lẽ sống, Lên đường, Công tội, Tiểu thuyết thứ Bảy (loại mới)...
Sau 1954, hầu như ông ngừng viết . Ông sống ở 14 phố Đặng Dung. Hàng ngày ông đạp xe đi mua sách báo mới, rồi mang ra quầy sách cho vợ bán, ban đầu ở Gò Đống Đa, sau này ở bến xe Bến Nứa.

## Cuối đời
Năm 1989 Nhà xuất bản Văn học cho in lại 1 tập truyện ngắn Cô gái làng Sơn Hạ của ông. Năm 1993, ông được Hội Nhà văn Việt Nam "xác nhận tư cách hội viên từ năm 1957, tức là thuộc thế hệ sáng lập" . Về sau con trai của ông là Nguyễn Tuấn Khanh đã tuyển chọn và cho xuất bản hầu hết các trước tác của ông.
Nhà văn Ngọc Giao mất ngày 8 tháng 7 năm 1997 tại Hà Nội, thọ 86 tuổi.

## Tác phẩm

### Đã xuất bản

#### Tập truyện ngắn và bút ký
- Một đêm vui (tập truyện ngắn đăng trên Phổ thông bán nguyệt san, Nhà xuất bản Tân Dân, 1937. Nhà xuất bản Hương Sơn tái bản, 1952)
- Phấn hương (tập truyện ngắn và ký, Nhà xuất bản Tân Dân, 1939)
- Cô gái làng Sơn Hạ (tập truyện ngắn, Nhà xuất bản Tân Dân, 1942. Nhà xuất bản Văn học tái bản, 1989)
- Chuyện người trẻ tuổi (tập truyện ngắn, Nhà xuất bản Phổ Thông, 1944)
- Ánh điện giải phóng (tập truyện ngắn và bút ký. Cùng viết với Hồng Hà, Trần Duy, Nhà xuất bản Văn Nghệ, 1955)
- Truyện thôn Kiều (tập truyện ngắn và bút ký, Nhà xuất bản Văn Nghệ, 1956)
- Truyện ngắn và ký (Nhà xuất bản Hội Nhà văn, 2001)
- Hà Nội cũ nằm đây (tuyển tập gồm nhiều thể loại, do con trai ông là Nguyễn Tuấn Khanh thực hiện, Nhà xuất bản Phụ Nữ, 2010).

#### Tiểu thuyết
- Cơn gió bấc (đăng nhiều kỳ trên Tiểu thuyết thứ Bảy, Nhà xuất bản Tân Dân, 1938)
- Đất (Nhà xuất bản Cây Thông, 1940)
- Nhà quê (Nhà xuất bản Bách Việt, 1944. Nhà xuất bản Hương Sơn tái bản, 1951)
- Con người (Nhà xuất bản Ngày Mai, 1947)
- Quán gió (Nhà xuất bản Văn Hồng Thịnh, 1949. Nhà xuất bản Hương Sơn tái bản, 1952)
- Mưa thu (Nhà xuất bản Trần Văn Huy, 1953)
- Cầu sương (hay Thiếp phụ chàng. Nhà xuất bản Tia Sáng, 1953).

#### Truyện thiếu nhi, hồi ký
- Hiền (truyện thiếu nhi. Tủ sách Truyền Bá số 42, Nhà xuất bản Tân Dân, 1942)
- Máu chảy một dòng (truyện thiếu nhi. Nhà xuất bản Đất Mới, Sài Gòn, 1974)
- Đốt lò hương cũ (hồi ký về một số nhà văn Việt Nam [1930-1945]. Nhà xuất bản Khánh Hòa, 1992).

### Chưa xuất bản
- Xóm Rá (phóng sự xã hội Sài Gòn, sáng tác 1953)
- Xã Bèo-người của đất (tiếp theo tiểu thuyết Đất)
- Phan Đình Phùng (kịch lịch sử, sáng tác 1962. Tác giả tự chuyển thể sang cải lương năm 1963).

Ngoài ra, ông còn sáng tác khoảng hơn 300 truyện ngắn, 14 bút ký, 6 bài chân dung văn học đăng trên các báo. Một số truyện ngắn hay của ông cũng được in trong các Tổng tập và tuyển tập văn học.

## Đóng góp cho văn học Việt
Số lượng tác phẩm của Ngọc Giao đóng góp cho văn học Việt không nhỏ, song ông được chú ý nhiều hơn ở thể loại truyện ngắn. Theo nhà văn Vũ Ngọc Phan, thì hầu hết các tác phẩm đó đều là thứ "tình sầu, tình uất". Và nhìn chung, trừ một số truyện ngắn hay, "số còn lại không hẳn đã tác động mạnh đến tâm trí của người đọc, nguyên nhân chủ yếu là do cốt truyện thường đơn sơ, lại thiếu sự hỗ trợ cần thiết với một tỷ lệ thích đáng của tính triết lý hoặc chất thơ" (Văn Tâm).

## Sách tham khảo
- Vũ Ngọc Phan, Nhà văn hiện đại (Tập 2). Nhà xuất bản Khoa học xã hội, Hà Nội, 1989.
- Văn Tâm, mục từ" "Ngọc Giao" trong Từ điển văn học (bộ mới). Nhà xuất bản Thế giới, 2004.
- Phong Lê, "Ngọc Giao: Người khỏi bị lãng quên sau gần nửa thế kỷ" in đầu tập truyện Hà Nội của nằm đây của Ngọc Giao. Nhà xuất bản Phụ Nữ, 2010.